# Frank D. White
Pour les articles homonymes, voir White et Frank White.
Frank Durward White, né le 4 juin 1933 à Texarkana (Texas) et mort le 21 mai 2003 à Little Rock (Arkansas), est un homme politique démocrate puis républicain américain. Il est gouverneur de l'Arkansas entre 1981 et 1983.

## Biographie
(avril 2016).
Le contenu est difficilement compréhensible vu les erreurs de traduction, qui sont peut-être dues à l'utilisation d'un logiciel de traduction automatique.

### Origines et formation
Frank D. White est né à Texarkana, au Texas. Texarkana constitue une commune métropolitaine commune au Texas et à l'Arkansas.
À la suite du décès du père de Frank D. White, Durward Frank Kyle, survenu alors que Frank est âgé de six ans, le jeune homme prend le nom du nouvel époux de sa mère Ida Bottoms Clark, Loftin E. White de Highland Park au Texas. La famille White retourne à Texarkana après le décès de Loftin White en 1950.
White entre d'abord comme cadet au New Mexico Military Institute (en) de Roswell (Nouveau-Mexique) puis, sur la recommandation du sénateur John L. McClellan de l'Arkansas, à l'Académie navale d'Annapolis, Maryland. Après sa sortie de l'Académie en 1956 avec le grade d'ingénieur il intègre finalement la U.S. Air Force où il sera pilote, et qu'il quitte en 1961 avec le grade de capitaine.

### Vie privée
Frank D. White épouse Mary Blue Hollenberg, d'une famille notable de Little Rock, avec laquelle il aura trois enfants. Leur divorce est prononcé en 1975. En 1977 White épouse Gay Daniels. Les deux époux ont tous deux la responsabilité légale des enfants issus de leurs premier mariage, et il n'y aura cependant pas d'enfant de leur nouvelle union. Gay Daniels White survit à son mari.

### Vie professionnelle
En 1961, White entre en tant que gestionnaire à la banque Merrill Lynch. Il y reste jusqu'en 1973, date à laquelle il entre à la direction de la Commercial National Bank à Little Rock, en association avec le banquier Bill Bowen. Bowen, un Démocrate convaincu qui aura à s'opposer plus tard à White sur le terrain politique sans que cela n'affecte par ailleurs en rien leurs relations dans les affaires. Pendant le cours de son passage chez Merril Lynch, White devient également le premier des directeurs de l'Autorité Portuaire de Little Rock, entre 1972 et 1973.
White sera ensuite nommé à la direction de la Commission du développement industriel de l'Arkansas (AIDC). Il quitte l'AIDC après deux ans pour devenir président de la Capital Savings and Loan Association à Little Rock. Sa direction à l'AIDC sera par la suite objet de dérision pour les Démocrates qui mettront en évidence que la quantité et le volume des industries accueillies par l'état d'Arkansas étaient bien meilleurs lors des périodes précédentes, puis ultérieures, arguments que les Républicains contrediront en faisant référence à une récession ponctuelle d'ampleur nationale c'est-à-dire fédérale.

### Carrière politique
White jusqu'alors est de sensibilité démocrate. C'est le gouverneur démocrate David Pryor qui le nomme à l'AIDC. En 1980, White change d'affiliation et passe aux républicains qui lui donnent une occasion de se présenter à la campagne de renouvellement du mandat de gouverneur.
C'est Bill Clinton qui se retrouve inopinément face à un opposant plus coriace qu'envisagé.
Pendant ses deux ans de mandat en tant que gouverneur, White établit un certain nombre de républicains à des positions de responsabilité. L'ex-candidat républicain Ken Coon devient directeur de l'Arkansas Employment Security Division. Un autre ex-candidat gouverneur, Len E. Blaylock du comté de Perry devient secrétaire aux nominations. Preston Bynum de Siloam Springs, un canton le plus souvent républicain du comté de Benton, au Nord-Est de l'Arkansas devient premier assistant auprès de White. Harold L. Gwatney, un concessionnaire d'automobiles de Jacksonville est nommé adjudant général à la Garde nationale. Le conseil législatif de White est la député Carolyn Pollan de Fort Smith. Une nouvelle venue à la législature sous l'administration White est Judy Petty de Little Rock, qui s'était fait connaître lors de sa campagne médiatique agressive à l'encontre de l'ex-député Wilbur D. Mills en 1974.
Au-delà d'un certain nombre de prises de positions très conservatrices White se fait remarquer en prenant position en faveur des camionneurs et transporteurs de l'Arkansas, obtenant la mise en application de restrictions de charge moins strictes au grand dam des promoteurs pour la sécurité routière. La re-nomination fédérale à la Prévôté de l'État fera l'occasion d'un affrontement avec le député Edwin Bethune, qui se termine au bénéfice de ce dernier.

### Retrait
Après son dernier échec à la réélection en 1986, White retourne à la First Commercial Bank de Little Rock, dont il se retire en 1998. La même année, White est nommé par le gouverneur Mike Huckabee au poste de State Banking Commissioner, au départ à titre temporaire. Il occupera finalement ce poste jusqu'à peu de temps avant son décès en 2003.

## Sources
- (en) Cet article est partiellement ou en totalité issu de l’article de Wikipédia en anglais intitulé « Frank D. White » (voir la liste des auteurs).